# Benjamin Auerbach (Mediziner)
Benjamin Auerbach (* 24. September 1855 in Wald (Solingen); † 18. November 1940 in New York City) war ein deutscher Arzt und von 1885 bis 1935 leitender Arzt des Israelitischen Asyls für Kranke und Altersschwache in Köln. Er trug den Ehrentitel „Geheimer Sanitätsrat“. Der Auerbachplatz in Köln-Sülz wurde nach ihm benannt.

## Leben
Auerbach studierte in Würzburg, München und Bonn. Dort promovierte er 1877 mit dem Thema Ueber die Obliteration der Arterien nach Ligatur. Er ließ sich im Jahr darauf in Köln nieder und eröffnete im Blaubach 1 eine internistische Praxis. Ab 1898 führte er in der Mohrenstraße, Köln-Altstadt-Nord, eine Praxis für Allgemeinmedizin und Geburtshilfe. 1885 wurde er zum leitenden Arzt des 1869 eingeweihten Jüdischen Asyls für Kranke und Altersschwache. Das zunächst in der Silvanstraße angesiedelte Krankenhaus wurde unter seiner Leitung vergrößert und 1908 schließlich in Neuehrenfeld neu gebaut. Auerbach führte es als hochmodernes Hospital mit hervorragendem medizinischen und pflegerischen Ruf.
Auerbach gründete ein israelitisches Lehrlingsheim, den Kölner Zentralverein deutscher Staatsbürger jüdischen Glaubens sowie den Verein für jüdische Krankenschwestern zu Köln, dessen Vorsitzender er auch wurde. Er gehörte zu den Mitbegründern der Kölner Rheinlandloge und der Kölner Gruppe des Central-Vereins deutscher Staatsbürger jüdischen Glaubens. Mit der beginnenden Judenverfolgung in der Zeit des Nationalsozialismus legte er, 80-jährig, im Jahre 1935 sein Amt nieder. 1939 emigrierte er zunächst nach Großbritannien. 1940 zog er mit seiner Frau Ida nach New York, wo seine Tochter Lisbeth als Ärztin praktizierte. Dort starb er wenige Monate nach seiner Ankunft.
Eine weitere Tochter Auerbachs war die Malerin Edith Auerbach (1899–1994), die nach Frankreich emigrierte und dort unter anderem im Camp de Gurs interniert war.

## Ruf
Auerbach, obwohl ursprünglich aus dem Bergischen Land stammend, wurde er als Kölsches Original angesehen. So soll „der Auerbach“ nicht nur durch sein charakteristisches Aussehen aufgefallen sein – dunkel gekleidet, bärtig, stets Schlapphut tragend und mit einem silbernen Kneifer auf der Nase duzte er jedermann und redete Jung und Alt mit „leeve Jung“ (kölsches Kosewort: „Lieber Junge“) an. Da er kein Auto besaß, ging er meist zu Fuß durch Köln, nahm nur manchmal Straßenbahn oder Droschke. Er wird als übermäßig pflichtbewusst und anspruchslos beschrieben, soll über der Arbeit die Mahlzeiten regelmäßig vergessen und neue Anzüge nur nach langem Insistieren seiner Frau angeschafft haben.